# Исправленному верить
«Исправленному верить» — советский детективный художественный фильм 1959 года.

## Сюжет
Отбыв год лишения свободы за хулиганство, Андрей (Владимир Гусев) возвращается на судоремонтный завод и начинает честную трудовую жизнь. Но его прошлая биография становится орудием шантажа для вора-рецидивиста Греня (Леонид Чиниджанц), много лет орудующего в этих краях. Вскоре друзья и любимая девушка Андрея — Зоя (Майя Менглет) — узнают, что он задержан милицией и подозревается в краже. Однако они абсолютно уверены в его невиновности. Симпатии следователя Брайцева (Георгий Жжёнов) тоже на его стороне, но формальные улики не позволяют освободить Андрея. Следователю удаётся распутать нити преступления, ведущие к главарю шайки воров Греню, и доказать невиновность Андрея.

## В ролях
- Владимир Гусев — Андрей Коваленко, рабочий
- Майя Менглет — Зоя
- Георгий Жжёнов — Брайцев, следователь
- Григорий Михайлов — Гринюк
- Борис Сабуров — дядя Миша
- Леонид Чиниджанц — Грень
- Зинаида Сорочинская — Людмила Араличева, старший лейтенант
- Павел Михайлов — Аркадьев
- Фёдор Радчук — Лосев
- Иван Коваль-Самборский — Нехода
- Ярослав Ефимов — «Зубок»
- Юрий Горобец — «Морёный»

### Вокал
- Евгений Кибкало — песня «Песня о дружбе» (А. Эшпай — В. Карпеко и Г.Регистан)
- Михаил Новохижин — песня «Я сказал тебе не все слова» (А. Эшпай — В. Карпеко)

## Съёмочная группа
- Сценарий — Даниила Храбровицкого
- Постановка — Виктора Жилина
- Оператор — Юрий Романовский
- Художник — Б. Ильюшин
- Режиссёр — И. Грабовский
- Композитор — Андрей Эшпай
- Текст песен — В. Карпеко, Г. Регистан